# Riom, Auvergne
Riom là một xã trong tỉnh Puy-de-Dôme, thuộc vùng hành chính Auvergne-Rhône-Alpes của nước Pháp, có dân số là 18.548 người (thời điểm 1999).

## Nhân khẩu học
| 1962   | 1968   | 1975   | 1982   | 1990   | 1999   |
| ------ | ------ | ------ | ------ | ------ | ------ |
| 14 418 | 15 467 | 17 071 | 18 346 | 18 793 | 18 548 |

## Những người con của thành phố
- Charles-Gilbert Romme (1750-1795), chính trị gia thời Cách mạng Pháp
- Gregor của Tours, sử gia nhà thờ nổi tiếng của thời Trung cổ